# Сільська честь (опера Монлеоне)
«Сільська честь» (італ. Cavalleria rusticana) — опера 1907 року композитора Доменіко Монлеоне на лібрето Джованні Монлеоне. Як і опера П'єтро Масканьї, створена за однойменною новелою Джованні Верги.